# Charles Bathurst (1754-1831)
Charles Bathurst (1754 - 13 août 1831), connu sous le nom de Charles Bragge de 1754 à 1804, est un homme politique britannique.

## Biographie
Né Charles Bragge, il est le fils de Charles Bragge, de Cleve Hill, dans le Gloucestershire, et de son épouse Anne Bathurst, petite-fille de Sir Benjamin Bathurst, frère cadet de Allen Bathurst, 1er comte Bathurst. Il fait ses études au Winchester College et au New College d'Oxford et étudie le droit à Lincoln's Inn en 1772, puis est admis au barreau en 1778. En 1804, il prend sous licence royale le nom de famille de Bathurst au lieu de Bragge lorsqu'il hérite de Lydney Park, dans le Gloucestershire, de son oncle maternel .
Il siège comme député de Monmouth de 1790 à 1796, de Bristol de 1796 à 1812, de Bodmin de 1812 à 1818 et de Harwich de 1818 à 1823. Il est nommé membre du Conseil privé en 1801 et exerce des fonctions sous Henry Addington comme trésorier de la Marine de 1801 à 1803 et secrétaire à la guerre de 1803 à 1804. Il sert également sous les ordres du duc de Portland en tant que maître de la monnaie (1806-1807) et sous Lord Liverpool en tant que Chancelier du duché de Lancastre (1812-1823) et président du conseil de contrôle (1821-1822).
Bathurst est décédé en août 1831. Il épouse Charlotte, fille d'Anthony Addington, en 1781 et a 2 fils et 2 filles. Son fils aîné Charles et son fils cadet, le révérend William Hiley Bathurst, qui est le grand-père de Charles Bathurst (1er vicomte Bledisloe), lui succèdent. Sa femme lui survécut huit ans et mourut en mai 1839 .